# Boris Tcheranouvsky
 (juillet 2019).
Si vous disposez d'ouvrages ou d'articles de référence ou si vous connaissez des sites web de qualité traitant du thème abordé ici, merci de compléter l'article en donnant les références utiles à sa vérifiabilité et en les liant à la section « Notes et références ».
Boris Ivanovitch Cheranouvsky (russe : Борис Иванович Черановский; 13 juillet 1896 - 17 décembre 1960) est un concepteur d'avions soviétiques. 

## Biographie
(juillet 2019).
Le contenu est difficilement compréhensible vu les erreurs de traduction, qui sont peut-être dues à l'utilisation d'un logiciel de traduction automatique.
Sculpteur de profession, il s'implique dans l'aviation à partir des années 1920. De 1924 à 1927, il étudie à l'Académie de l'Armée de l'Air Jouvosky. Dès 1922, il est engagé dans la construction de planeurs et d'avions du type « aile volante » avec ailerons. 
En 1924, il crée le planeur BICh-2, en 1927 le BICh-6 Dragon et en 1929 le BICh-9 Dwarf. Ces planeurs ont le bord avant de l'aile en forme de parabole. Il est le premier à utiliser une aile triangulaire sur le planeur BICh-8, qui a été testé avec succès en 1929. Boris Cheranovsky a créé avec le BICh-3 (1926) et le BICh-7A (1932), les premiers avions soviétiques sur le schéma aérodynamique d' « aile volante », avec empennage vertical central. 
Il est aussi le créateur du BICh-14 en 1934, du BICh-4 et du BICh-16.
Pour ses services à l'industrie aéronautique, Cheranovsky a reçu l'Ordre de l'Étoile rouge.